# Nanae Aoyama
Pour les articles homonymes, voir Aoyama.
Nanae Aoyama (青山 七恵, Aoyama Nanae, née le 20 janvier 1983) est une écrivaine japonaise de fiction. Elle fait ses études à l'université de Tsukuba, préfecture d'Ibaraki puis s'installe à Tokyo. Elle fait ses débuts littéraires avec Mado no Akari (« Lumière des fenêtres ») en 2005 qui lui vaut de gagner le prix Bungei. Aoyama remporte en 2006 le 136e prix Akutagawa dans la catégorie « jeunes écrivains prometteurs » pour son roman Hitori Biyori (ひとり日和, « Solitude »). Le thème principal de son roman se rapporte aux freeters japonais, les millions de jeunes travaillant à temps partiel et aux travailleurs à temps partiel se préparant à un travail à temps plein.

## Ouvrages
- 2005 Mado no akari (窓の灯) (Prix Bungei)
- 2006 Hitori Biyori (ひとり日和) (Prix Akutagawa)
- 2008 Yasashii tameiki (やさしいため息)
- 2009 Kakera (かけら) (Prix Kawabata)
- 2009 Mahōtsukai kurabu (魔法使いクラブ)
- 2010 Owakare no oto (お別れの音)